# 2025–2026-os UEFA-bajnokok ligája
A 2025–2026-os UEFA-bajnokok ligája a legrangosabb európai nemzetközi labdarúgókupa, mely jelenlegi nevén a 34., jogelődjeivel együttvéve pedig a 71. alkalommal került kiírásra. A döntőnek a budapesti Puskás Aréna ad otthont. A győztes részt vesz a 2026-os UEFA-szuperkupa döntőjében, ahol az ellenfele a 2025–2026-os Európa-liga győztese lesz. Ezek mellett a 32-csapatos 2029-es FIFA-klubvilágbajnokságon is részt vesz.
Ez a szezon az első alkalom a kiírás történetében, hogy egy szövetség hat csapatot indít a sorozatban. Az angol Premier League az UEFA-együtthatók következtében öt helyet kapott a tornán, míg az Európa-liga győztese is angol volt az előző szezonban.

## A besorolás rendszere
A 2025–2026-os  UEFA-bajnokok ligájában az Európai Labdarúgó-szövetség (UEFA) 53 tagországának 82 csapata vesz részt (Liechtenstein nem rendezett bajnokságot, illetve Oroszországot kizárták). Az országonként indítható csapatok számát, illetve a csapatok selejtezőköri besorolását a labdarúgó-bajnokságokra vonatkoztatott UEFA ország-együtthatói alapján végezték.
A 2024–2025-ös UEFA-bajnokok ligájában országonként indítható csapatok száma
- Az 1–5. helyen rangsorolt országok négyet,
- a 6. helyen rangsorolt ország hármat,
- a 7–15. helyen rangsorolt országok kettőt,
- a 16–55. helyen rangsorolt országok (kivéve Liechtenstein és Oroszország) egyaránt egy-egyet indíthattak
- A 2024–2025-ös UEFA-bajnokok ligája és a 2024–2025-ös Európa-liga győztesének a csoportkörben biztosítottak helyet, ha a hazai bajnokságukból nem jutnak be a BL-be.
- A két szövetség, amelynek csapatai a legtöbb együttható-pontot szerzi a 2024–2025-ös szezon közben, további egy-egy helyet kap (Anglia, Spanyolország).

### Rangsor
A 2024–2025-ös UEFA-bajnokok ligája kiosztott helyeihez a 2024-es ország-együtthatót vették alapul, amely az országok csapatainak teljesítményét vette figyelembe a 2019–2020-as szezontól a 2023–2024-esig.
| Hely. | Szövetség     | Koeff.  | Csapatok | Jegyzetek          |
| ----- | ------------- | ------- | -------- | ------------------ |
| 1     | Anglia        | 104,303 | 4        | +1 (extra) +1 (EL) |
| 2     | Olaszország   | 90,284  | 4        |                    |
| 3     | Spanyolország | 89,489  | 4        | +1 (extra)         |
| 4     | Németország   | 86,624  | 4        |                    |
| 5     | Franciaország | 66,831  | 4        |                    |
| 6     | Hollandia     | 61,300  | 3        |                    |
| 7     | Portugália    | 56,316  | 2        |                    |
| 8     | Belgium       | 48,800  | 2        |                    |
| 9     | Törökország   | 38,600  | 2        |                    |
| 10    | Csehország    | 36,050  | 2        |                    |
| 11    | Skócia        | 36,050  | 2        |                    |
| 12    | Svájc         | 32,975  | 2        |                    |
| 13    | Ausztria      | 32,600  | 2        |                    |
| 14    | Norvégia      | 31,625  | 2        |                    |
| 15    | Görögország   | 31,525  | 2        |                    |
| 16    | Dánia         | 31,450  | 1        |                    |
| 17    | Izrael        | 31,125  | 1        |                    |
| 18    | Ukrajna       | 28,000  | 1        |                    |
| 19    | Szerbia       | 27,775  | 1        |                    |

| Hely. | Szövetség     | Koeff. | Csapatok | Jegyzetek |
| ----- | ------------- | ------ | -------- | --------- |
| 20    | Horvátország  | 25,525 | 1        |           |
| 21    | Lengyelország | 25,375 | 1        |           |
| 22    | Oroszország   | 22,965 | 0        | kizárták  |
| 23    | Ciprus        | 22,100 | 1        |           |
| 24    | Magyarország  | 21,875 | 1        |           |
| 25    | Svédország    | 21,500 | 1        |           |
| 26    | Románia       | 21,375 | 1        |           |
| 27    | Bulgária      | 20,375 | 1        |           |
| 28    | Azerbajdzsán  | 20,125 | 1        |           |
| 29    | Szlovákia     | 19,625 | 1        |           |
| 30    | Szlovénia     | 13,250 | 1        |           |
| 31    | Moldova       | 13,125 | 1        |           |
| 32    | Koszovó       | 11,541 | 1        |           |
| 33    | Kazahsztán    | 11,500 | 1        |           |
| 34    | Finnország    | 11,125 | 1        |           |
| 35    | Írország      | 10,875 | 1        |           |
| 36    | Örményország  | 10,625 | 1        |           |
| 37    | Lettország    | 10,625 | 1        |           |
| 38    | Feröer        | 10,375 | 1        |           |

| Hely. | Szövetség           | Koeff. | Csapatok | Jegyzetek |
| ----- | ------------------- | ------ | -------- | --------- |
| 39    | Bosznia-Hercegovina | 10,000 | 1        |           |
| 40    | Liechtenstein       | 10,000 | 0        |           |
| 41    | Izland              | 9,583  | 1        |           |
| 42    | Észak-Írország      | 9,208  | 1        |           |
| 43    | Luxemburg           | 8,625  | 1        |           |
| 44    | Litvánia            | 8,500  | 1        |           |
| 45    | Málta               | 8,250  | 1        |           |
| 46    | Grúzia              | 7,625  | 1        |           |
| 47    | Albánia             | 7,375  | 1        |           |
| 48    | Észtország          | 7,207  | 1        |           |
| 49    | Fehéroroszország    | 6,625  | 1        |           |
| 50    | Észak-Macedónia     | 6,000  | 1        |           |
| 51    | Andorra             | 5,998  | 1        |           |
| 52    | Wales               | 5,791  | 1        |           |
| 53    | Montenegró          | 5,708  | 1        |           |
| 54    | Gibraltár           | 4,957  | 1        |           |
| 55    | San Marino          | 1,832  | 1        |           |

### Lebonyolítás
A torna lebonyolítása az alábbi.
Az orosz csapatok kizárása miatt a lebonyolításban a következők változnak:
- A 23. és 24. helyen rangsorolt bajnokságok (Ciprus, Magyarország) győztesei az 1. selejtezőkörből a 2. selejtezőkörbe kerültek.

A BL  címvédője a bajnokságban elért helyezése alapján is részvételi jogot szerzett az alap helykiosztás alapján (a két extra kvóta kiosztását megelőzően), ezért a következők változtak a bajnoki ágon:
- A legmagasabb klubkoefficienssel rendelkező klub (Olimbiakósz) a rájátszásból az alapszakaszba került.
- A soron következő legjobb együtthatóval rendelkező csapatok (Slovan Bratislava, Qarabağ) az 1. selejtezőkörből a 2. selejtezőkörbe került.

|                             |                             | A szakaszban bekapcsolódó csapatok | Az előző forduló továbbjutói                                                      |
| --------------------------- | --------------------------- | --- | --------------------------------------------------------------------------------- |
| 1. selejtezőkör (28 csapat) | 1. selejtezőkör (28 csapat) | - 28 bajnok a 26–28. és a 30–55. helyen rangsorolt bajnokságokból (Liechtenstein kivételével) |                                                                                   |
| 2. selejtezőkör (28 csapat) | Bajnoki ág (24 csapat)      | - 8 bajnok a 15–18. és a 20–24. helyen rangsorolt bajnokságokból (Oroszország kivételével) - 2 bajnok a 25. és a 29. helyen rangsorolt bajnokságokból, mint a két legjobb együtthatóval rendelkező csapat a bajnoki ág 1. selejtezőköréből | - 14 győztes az első selejtezőkörből                                              |
| 2. selejtezőkör (28 csapat) | Nem bajnoki ág (4 csapat)   | - 4 második a 11–14. helyen rangsorolt bajnokságokból |                                                                                   |
| 3. selejtezőkör (20 csapat) | Bajnoki ág (12 csapat)      | | - 12 győztes a 2. selejtezőkör bajnoki ágáról                                     |
| 3. selejtezőkör (20 csapat) | Nem bajnoki ág (8 csapat)   | - 2 második a 8–9. helyen rangsorolt bajnokságokból - 1 harmadik a 6. helyen rangsorolt bajnokságból - 1 negyedik az 5. helyen rangsorolt bajnokságból - 2 bajnok a 10. és a 15. helyen rangsorolt bajnokságokból, mint a két legjobb együtthatóval rendelkező csapat a nem bajnoki ág 2. selejtezőköréből | - 2 győztes a 2. selejtezőkör nem bajnoki ágáról                                  |
| Rájátszás (14 csapat)       | Bajnoki ág (10 csapat)      | - 3 bajnok a 11–13. helyen rangsorolt bajnokságokból - 1 bajnok a 19. helyen rangsorolt bajnokságból, mint a legjobb együtthatóval rendelkező csapat a bajnoki ág 2. selejtezőköréből | - 6 győztes a 3. selejtezőkör bajnoki ágáról                                      |
| Rájátszás (14 csapat)       | Bajnoki ág (4 csapat)       | | - 4 győztes a 3. selejtezőkör nem bajnoki ágáról                                  |
| Alapszakasz (36 csapat)     | Alapszakasz (36 csapat)     | - 10 bajnok az 1–10. helyen rangsorolt bajnokságokból - 6 második az 1–6. helyen rangsorolt bajnokságokból - 5 harmadik az 1–5. helyen rangsorolt bajnokságokból - 4 negyedik az 1–4. helyen rangsorolt bajnokságokból - 1 bajnok a 14. helyen rangsorolt bajnokságból, mint a legjobb együtthatóval rendelkező csapat a bajnoki ág rájátszásából - 1 második a 7. helyen rangsorolt bajnokságból, mint a legjobb együtthatóval rendelkező csapat a nem bajnoki ág rájátszásából - Egy-egy csapat extra kvótát kap abból a két bajnokságból, amely a legtöbb együtthatót szerezte az előző szezonban | - 5 győztes a rájátszás bajnoki ágáról - 2 győztes a rájátszás nem bajnoki ágáról |

### Csapatok
- BL – A 2024–2025-ös UEFA-bajnokok ligája győztese
- EL – A 2024–2025-ös Európa-liga győztese
- Zárójelben a csapat bajnokságban elért helyezése olvasható.
- A két szövetség, amelynek csapatai a legtöbb együttható-pontot szerzi a 2024–2025-ös szezon közben, további egy-egy helyet kap.

| Forduló | Forduló | Csapatok               | Csapatok                  | Csapatok               | Csapatok                   |  |
| ------- | ------- | ---------------------- | ------------------------- | ---------------------- | -------------------------- |  |
| ASZ     | ASZ     | Tottenham Hotspur (EL) | Liverpool (1.)            | Arsenal (2.)           | Manchester City(3.)        |  |
| ASZ     | ASZ     | Chelsea (4.)           | Newcastle United (5.)EXT  | Napoli (1.)            | Internazionale (2.)        |  |
| ASZ     | ASZ     | Atalanta (3.)          | Juventus (4.)             | Barcelona (1.)         | Real Madrid (2.)           |  |
| ASZ     | ASZ     | Atlético Madrid (3.)   | Athletic Club (4.)        | Villarreal (5.)EXT     | Bayern München (1.)        |  |
| ASZ     | ASZ     | Bayer Leverkusen (2.)  | Eintracht Frankfurt (3.)  | Borussia Dortmund (4.) | Paris Saint-GermainBL (1.) |  |
| ASZ     | ASZ     | Marseille (2.)         | Monaco (3.)               | PSV Eindhoven (1.)     | Ajax (2.)                  |  |
| ASZ     | ASZ     | Sporting CP (1.)       | Union Saint-Gilloise (1.) | Galatasaray (1.)       | Slavia Praha (1.)          |  |
| ASZ     | ASZ     | Olimbiakósz (1.)       |                           |                        |                            |  |
|         |         |                        |                           |                        |                            |  |
| R       | B       | Celtic (1.)            | Basel (1.)                | Sturm Graz (1.)        | Bodø/Glimt (1.)            |  |
|         |         |                        |                           |                        |                            |  |
| S3      | NB      | Nice (4.)              | Feyenoord (3.)            | Benfica (2.)           | Club Brugge (2.)           |  |
| S3      | NB      | Fenerbahçe (2.)        |                           |                        |                            |  |
| S3      |         |                        |                           |                        |                            |  |
| S2      | B       | København (1.)         | Makkabi Tel-Aviv (1.)     | Dinamo Kijiv (1.)      | Crvena zvezda (1.)         |  |
| S2      | B       | Rijeka (1.)            | Lech Poznań (1.)          | Páfosz (1.)            | Ferencváros (1.)           |  |
| S2      | B       | Qarabağ (1.)           | Slovan Bratislava (1.)    |                        |                            |  |
| S2      | NB      | Viktoria Plzeň (2.)    | Rangers (2.)              | Servette (2.)          | Red Bull Salzburg (2.)     |  |
| S2      | NB      | Brann (2.)             | Panathinaikósz (2.)       |                        |                            |  |
|         |         |                        |                           |                        |                            |  |
| S1      | B       | Malmö FF (1.)          | FCSB (1.)                 | Ludogorec Razgrad (1.) | Olimpija Ljubljana (1.)    |  |
| S1      | B       | Milsami Orhei (1.)     | Drita (1.)                | Kajrat (1.)            | KuPS (1.)                  |  |
| S1      | B       | Shelbourne (1.)        | Noah (1.)                 | RFS (1.)               | Víkingur Gøta (1.)         |  |
| S1      | B       | Zrinjski Mostar (1.)   | Breiðablik (1.)           | Linfield (1.)          | Differdange 03 (1.)        |  |
| S1      | B       | Žalgiris (1.)          | Ħamrun Spartans (1.)      | Iberia 1999 (1.)       | Egnatia (1.)               |  |
| S1      | B       | FCI Levadia (1.)       | Dinama Minszk (1.)        | Skendija (1.)          | Inter Club d’Escaldes (1.) |  |
| S1      | B       | The New Saints (1.)    | Budućnost Podgorica (1.)  | Lincoln Red Imps (1.)  | Virtus (1.)                |  |

Jegyzetek
- Oroszország (RUS): 2022. február 28-án kizárták az orosz klubokat a FIFA és az UEFA tornáiról.[5] 2022. május 2-án az UEFA megerősítette az orosz csapatok kizárását az UEFA tornáiról.[6]
- EXT: Egy-egy csapat extra kvótát kapott abból a két bajnokságból, amely a legtöbb együtthatót szerezte az előző szezonban (Anglia és Spanyolország).

## Selejtezők
Zárójelben a csapatok UEFA-együtthatói olvashatók.

### 1. selejtezőkör
Az 1. selejtezőkörben 28 csapat vett részt.
| Csoport 1                                         | Csoport 1                                                               | Csoport 2                                               | Csoport 2                                                                | Csoport 3                                                                       | Csoport 3                             |
| Kiemelt                                           | Nem kiemelt                                                             | Kiemelt                                                 | Nem kiemelt                                                              | Kiemelt                                                                         | Nem kiemelt                           |
| ------------------------------------------------- | ----------------------------------------------------------------------- | ------------------------------------------------------- | ------------------------------------------------------------------------ | ------------------------------------------------------------------------------- | ------------------------------------- |
| Malmö FF - Žalgiris - RFS - KuPS - The New Saints | Shkëndija - FCI Levadia - Ħamrun Spartans - Milsami Orhei - Iberia 1999 | FCSB - Lincoln Red Imps - Drita - Breiðablik - Linfield | Inter Club d’Escaldes - Differdange 03 - Víkingur - Shelbourne - Egnatia | Ludogorets Razgrad - Olimpija Ljubljana - Zrinjski Mostar - Budućnost Podgorica | Dinamo Minsk - Kairat - Noah - Virtus |

Párosítások
Az 1. selejtezőkör sorsolását 2025. június 17-én tartották. Az első mérkőzéseket július 8-án és 9-én, a második mérkőzéseket július 17-én és 18-án játszották. A párosítások győztesei a 2. selejtezőkörbe kerültek. A vesztesek közül sorsolással eldöntött 2 csapat a KL 3. selejtezőkörének bajnoki ágára került, a többi 12 vesztes az KL 2. selejtezőkörének bajnoki ágára került.
| 1. csapat          | Össz.Tooltip Aggregate score | 2. csapat             | 1. mérk. | 2. mérk.   |
| ------------------ | ---------------------------- | --------------------- | -------- | ---------- |
| Žalgiris           | 2–2 (t. 10–11)               | Ħamrun Spartans       | 2–0      | 0–2 (h.u.) |
| KuPS               | 1–0                          | Milsami Orhei         | 1–0      | 0–0        |
| The New Saints     | 1–2                          | Shkëndija             | 0–0      | 1–2 (h.u.) |
| Iberia 1999        | 2–6                          | Malmö FF              | 1–3      | 1–3        |
| FCI Levadia        | 0–2                          | RFS                   | 0–1      | 0–1        |
| Drita              | 4–2                          | Differdange 03        | 1–0      | 3–2        |
| Víkingur           | 2–4                          | Lincoln Red Imps      | 2–3      | 0–1        |
| Egnatia            | 1–5                          | Breiðablik            | 1–0      | 0–5        |
| Shelbourne         | 2–1                          | Linfield              | 1–0      | 1–1        |
| FCSB               | 4–3                          | Inter Club d'Escaldes | 3–1      | 1–2        |
| Virtus             | 1–4                          | Zrinjski Mostar       | 0–2      | 1–2        |
| Olimpija Ljubljana | 1–3                          | Kairat                | 1–1      | 0–2        |
| Noah               | 3–2                          | Budućnost Podgorica   | 1–0      | 2–2        |
| Ludogorets Razgrad | 3–2                          | Dinamo Minsk          | 1–0      | 2–2 (h.u.) |

### 2. selejtezőkör
A 2. selejtezőkörben 30 csapat vesz részt.
Bajnoki ág
T: Az 1. selejtezőkörből továbbjutott csapat, a sorsoláskor nem volt ismert.
A dőlt betűvel írt csapatok az 1. selejtezőkörben egy magasabb együtthatóval rendelkező csapat ellen győztek, az ellenfél együtthatójával szerepeltek a sorsoláson.
| Csoport 1                                                       | Csoport 1                                                       | Csoport 2                                                         | Csoport 2                                        | Csoport 3                                             | Csoport 3                                                         |
| Kiemelt                                                         | Nem kiemelt                                                     | Kiemelt                                                           | Nem kiemelt                                      | Kiemelt                                               | Nem kiemelt                                                       |
| --------------------------------------------------------------- | --------------------------------------------------------------- | ----------------------------------------------------------------- | ------------------------------------------------ | ----------------------------------------------------- | ----------------------------------------------------------------- |
| - Crvena zvezda - Makkabi Tel Aviv - Dynamo Kyiv - Malmö FF (T) | - Ħamrun Spartans (T) - Páfosz - RFS (T) - Lincoln Red Imps (T) | - Copenhagen - Ferencváros - Ludogorets Razgrad (T) - Lech Poznań | - Rijeka - Drita (T) - Breiðablik (T) - Noah (T) | - Slovan Bratislava - Qarabağ - FCSB (T) - Kairat (T) | - Zrinjski Mostar (T) - KuPS (T) - Shkëndija (T) - Shelbourne (T) |

| Kiemelt                                        | Nem kiemelt                        |
| ---------------------------------------------- | ---------------------------------- |
| - Rangers - Red Bull Salzburg - Viktoria Plzeň | - Panathinaikos - Servette - Brann |

Párosítások
A 2. selejtezőkör sorsolását 2025. június 18-án tartották.Az első mérkőzéseket július 22-én és 23-án, a második mérkőzéseket július 29-én és 30-án játszották. A párosítások győztesei a 3. selejtezőkörbe kerültek. A vesztesek az EL 3. selejtezőkörébe kerültek.
| 1. csapat         | Össz.Tooltip Aggregate score | 2. csapat          | 1. mérk. | 2. mérk.   |
| ----------------- | ---------------------------- | ------------------ | -------- | ---------- |
| Bajnoki ág        |                              |                    |          |            |
| RFS               | 1–5                          | Malmö FF           | 1–4      | 0–1        |
| Ħamrun Spartans   | 0–6                          | Dynamo Kyiv        | 0–3      | 0–3        |
| Páfosz            | 2–1                          | Makkabi Tel-Aviv   | 1–1      | 1–0        |
| Lincoln Red Imps  | 1–6                          | Crvena zvezda      | 0–1      | 1–5        |
| Noah              | 4–6                          | Ferencváros        | 1–2      | 3–4        |
| Lech Poznań       | 8–1                          | Breiðablik         | 7–1      | 1–0        |
| Copenhagen        | 3–0                          | Drita              | 2–0      | 1–0        |
| Rijeka            | 1–3                          | Ludogorets Razgrad | 0–0      | 1–3 (h.u.) |
| Shkëndija         | 3–1                          | FCSB               | 1–0      | 2–1        |
| Slovan Bratislava | 6–2                          | Zrinjski Mostar    | 4–0      | 2–2        |
| Shelbourne        | 0–4                          | Qarabağ            | 0–3      | 0–1        |
| KuPS              | 2–3                          | Kairat             | 2–0      | 0–3        |
| Nem bajnoki ág    |                              |                    |          |            |
| Brann             | 2–5                          | Red Bull Salzburg  | 1–4      | 1–1        |
| Viktoria Plzeň    | 3–2                          | Servette           | 0–1      | 3–1        |
| Rangers           | 3–1                          | Panathinaikos      | 2–0      | 1–1        |

### 3. selejtezőkör
A 3. selejtezőkör sorsolását 2025. július 21-én tartották.
A 3. selejtezőkörben 20 csapat vett részt.
Bajnoki ág
| Csoport 1                                                    | Csoport 1                                     | Csoport 2                                    | Csoport 2                                                 |
| Kiemelt                                                      | Nem kiemelt                                   | Kiemelt                                      | Nem kiemelt                                               |
| ------------------------------------------------------------ | --------------------------------------------- | -------------------------------------------- | --------------------------------------------------------- |
| - Copenhagen (T) - Crvena zvezda (T) - Slovan Bratislava (T) | - Lech Poznań (T) - Malmö FF (T) - Kairat (T) | - Ferencváros (T) - Páfosz (T) - Qarabağ (T) | - Ludogorec Razgrad (T) - Dynamo Kyiv (T) - Shkëndija (T) |

Nem bajnoki ág
| Kiemelt                                           | Nem kiemelt                                                      |
| ------------------------------------------------- | ---------------------------------------------------------------- |
| - Benfica - Club Brugge - Rangers (T) - Feyenoord | - Red Bull Salzburg (T) - Fenerbahçe - Viktoria Plzeň (T) - Nice |

Párosítások
Az első mérkőzéseket augusztus 5-én és 6-án, a visszavágókat pedig augusztus 12-én játszották. A párharcok győztesei jutottak be a rájátszásba. A vesztesek az Európa-liga rájátszásába.
| 1. csapat         | Össz.Tooltip Aggregate score | 2. csapat         | 1. mérk. | 2. mérk.   |
| ----------------- | ---------------------------- | ----------------- | -------- | ---------- |
| Bajnoki ág        |                              |                   |          |            |
| Malmö FF          | 0–5                          | Copenhagen        | 0–0      | 0–5        |
| Kairat            | 1–1 (t. 4-3)                 | Slovan Bratislava | 1–0      | 0–1 (h.u.) |
| Lech Poznań       | 2–4                          | Crvena zvezda     | 1–3      | 1–1        |
| Ludogorec Razgrad | 0–3                          | Ferencváros       | 0–0      | 0–3        |
| Dynamo Kyiv       | 0–3                          | Páfosz            | 0–1      | 0–2        |
| Shkëndija         | 1–6                          | Qarabağ           | 0–1      | 1–5        |
| Nem bajnoki ág    |                              |                   |          |            |
| Red Bull Salzburg | 2–4                          | Club Brugge       | 0–1      | 2–3        |
| Rangers           | 4–2                          | Viktoria Plzeň    | 3–0      | 1–2        |
| Nice              | 0–4                          | Benfica           | 0–2      | 0–2        |
| Feyenoord         | 4–6                          | Fenerbahçe        | 2–1      | 2–5        |

### Rájátszás
A rájátszás sorsolását 2025. augusztus 4-én tartották.
Bajnoki ág
| Kiemelt                                                                      | Nem kiemelt                                                  |
| ---------------------------------------------------------------------------- | ------------------------------------------------------------ |
| - Bodø/Glimt - Copenhagen (T) - Crvena zvezda (T) - Ferencváros (T) - Celtic | - Kairat (T) - Basel - Qarabağ (T) - Páfosz (T) - Sturm Graz |

Nem bajnoki ág
| Kiemelt                         | Nem kiemelt                    |
| ------------------------------- | ------------------------------ |
| - Benfica (T) - Club Brugge (T) | - Rangers (T) - Fenerbahçe (T) |

Párosítások
Összesen 14 csapat játszik majd a rájátszásban. A csapatok kiemelése a 2025-ös UEFA klubegyütthatóik alapján történik. A sorsolás előtt az UEFA a Klubversenyek Bizottsága által meghatározott elvek alapján csoportokat alakíthat ki a kiemelt és nem kiemelt csapatokból. Minden párharcban az elsőként kisorsolt csapat lesz a hazai csapat az első mérkőzésen.
| 1. csapat      | Össz.Tooltip Aggregate score | 2. csapat   | 1. mérk. | 2. mérk.     |
| -------------- | ---------------------------- | ----------- | -------- | ------------ |
| Bajnoki ág     |                              |             |          |              |
| Ferencváros    | Meccs 1                      | Qarabağ     | 1–3      | Augusztus 27 |
| Crvena zvezda  | Meccs 2                      | Páfosz      | 1–2      | Augusztus 26 |
| Bodø/Glimt     | Meccs 3                      | Sturm Graz  | 5–0      | Augusztus 26 |
| Celtic         | Meccs 4                      | Kairat      | 0–0      | Augusztus 26 |
| Basel          | Meccs 5                      | Copenhagen  | 1–1      | Augusztus 27 |
| Nem bajnoki ág |                              |             |          |              |
| Fenerbahçe     | Meccs 1                      | Benfica     | 0–0      | Augusztus 27 |
| Rangers        | Meccs 2                      | Club Brugge | 1–3      | Augusztus 27 |

## Fordulók és időpontok
A fordulók időpontjai alább láthatók. Az előző szezonhoz hasonlóan lesz egy hét, amikor nem csak kedden és szerdán, hanem csütörtökön is játszanak a csapatok.
| Szakasz                  | Forduló                     | Sorsolás dátuma     | 1. mérkőzés                             | 2. mérkőzés                             |
| ------------------------ | --------------------------- | ------------------- | --------------------------------------- | --------------------------------------- |
| Selejtező                | 1. selejtezőkör             | 2025. június 17.    | 2025. július 8–9.                       | 2025. július 15–16.                     |
| Selejtező                | 2. selejtezőkör             | 2025. június 18.    | 2025. július 22–23.                     | 2025. július 29–30.                     |
| Selejtező                | 3. selejtezőkör             | 2025. július 21.    | 2025. augusztus 5–6.                    | 2025. augusztus 12.                     |
| Selejtező                | Rájátszás                   | 2025. augusztus 4.  | 2025. augusztus 19–20.                  | 2025. augusztus 26–27.                  |
| Alapszakasz              | 1. forduló                  | 2025. augusztus 28. | 2025. szeptember 16–18.                 | 2025. szeptember 16–18.                 |
| Alapszakasz              | 2. forduló                  | 2025. augusztus 28. | 2025. szeptember 30. – október 1.       | 2025. szeptember 30. – október 1.       |
| Alapszakasz              | 3. forduló                  | 2025. augusztus 28. | 2025. október 21–22.                    | 2025. október 21–22.                    |
| Alapszakasz              | 4. forduló                  | 2025. augusztus 28. | 2025. november 4–5.                     | 2025. november 4–5.                     |
| Alapszakasz              | 5. forduló                  | 2025. augusztus 28. | 2025. november 25–26.                   | 2025. november 25–26.                   |
| Alapszakasz              | 6. forduló                  | 2025. augusztus 28. | 2025. december 9–10.                    | 2025. december 9–10.                    |
| Alapszakasz              | 7. forduló                  | 2025. augusztus 28. | 2026. január 20–21.                     | 2026. január 20–21.                     |
| Alapszakasz              | 8. forduló                  | 2025. augusztus 28. | 2026. január 28.                        | 2026. január 28.                        |
| Egyenes kieséses szakasz | Rájátszás a nyolcaddöntőért | 2026. január 30.    | 2026. február 17–18.                    | 2026. február 24–25.                    |
| Egyenes kieséses szakasz | Nyolcaddöntő                | 2026. február 27.   | 2026. március 10–11.                    | 2026. március 17–18.                    |
| Egyenes kieséses szakasz | Negyeddöntők                | 2026. február 27.   | 2026. április 7–8.                      | 2026. április 14–15.                    |
| Egyenes kieséses szakasz | Elődöntők                   | 2026. február 27.   | 2026. április 28–29.                    | 2026. május 5–6.                        |
| Egyenes kieséses szakasz | Döntő                       | 2026. február 27.   | 2026. május 30., Puskás Aréna, Budapest | 2026. május 30., Puskás Aréna, Budapest |

## Alapszakasz
Az alapszakaszban 36 csapat vesz részt, amely egyetlen csoportot alkot. Az alapszakasz párosításait sorsolás határozza meg. A 36 csapatot négy kalapba osztják be az UEFA-klub-együtthatójuk alapján.
- 1. kalap: A címvédő és a nyolc csapat a legmagasabb UEFA-klub-együtthatóval.
- 2., 3. és 4. kalap: A további 27 csapat, a legmagasabbtól a legalacsonyabb UEFA-klub-együtthatóig.

A sorsolást 2026. augusztus 28-án tartják Monacóban. Minden csapathoz a négy kalapból két-két ellenfelet sorsolnak, és mindegyikből az egyik ellen pályaválasztóként, a másikkal pedig vendégként játszik. Alapvetően két csapat ugyanabból a tagországból nem játszhat egymás ellen, ha erre mégis sor kerülne (olyan szövetségek esetében, amelyek négy csapatot indítanak), akkor minden csapat csak egy találkozót játszhat saját tagországának egy másik klubjai ellen. Minden csapat legfeljebb két ellenféllel játszhat egy másik tagország csapatai közül. A manuálisan sorsolt csapatokhoz egy számítógépes szoftver véletlenszerűen rendel ellenfeleket a szabályok alapján. A sorsolás dönt arról is, hogy a csapatok mely mérkőzéseket játsszák pályaválasztóként vagy vendégként.
Az alapszakaszból az első 24 helyezett jut tovább az egyenes kieséses szakaszba.
Tabella
Sorrend meghatározása
A csapatokat először a pontok alapján rangsorolják (3 pont a győzelemért, 1 pont a döntetlenért, 0 pont a vereségért). Ha két vagy több csapat az alapszakasz befejezése után azonos pontszámmal áll, az alábbiak alapján kell meghatározni a sorrendet:
1. az alapszakasz mérkőzésein elért jobb gólkülönbség
2. az alapszakasz mérkőzésein szerzett több gól
3. az alapszakasz mérkőzésein idegenben szerzett több gól
4. az alapszakasz mérkőzésein szerzett több győzelem
5. az alapszakasz mérkőzésein idegenben szerzett több győzelem
6. az alapszakaszban lévő ellenfelek által együttesen szerzett több pont
7. az alapszakaszban lévő ellenfelek által együttesen elért jobb gólkülönbség
8. az alapszakaszban lévő ellenfelek által együttesen több szerzett gól
9. alacsonyabb fair play pontszám (piros lap = 3 pont, kiállítás két sárga lap után = 3 pont, sárga lap = 1 pont);
10. jobb UEFA-együttható

| Hely. | Csapat                           | M | Gy | D | V | G+ | G– | Gk | P | Továbbjutás vagy kiesés              |
| ----- | -------------------------------- | - | -- | - | - | -- | -- | -- | - | ------------------------------------ |
| 1.    | Ajax                             | 0 | 0  | 0 | 0 | 0  | 0  | 0  | 0 | Továbbjut a nyolcaddöntőbe           |
| 2.    | Arsenal                          | 0 | 0  | 0 | 0 | 0  | 0  | 0  | 0 | Továbbjut a nyolcaddöntőbe           |
| 3.    | Atalanta                         | 0 | 0  | 0 | 0 | 0  | 0  | 0  | 0 | Továbbjut a nyolcaddöntőbe           |
| 4.    | Athletic Club                    | 0 | 0  | 0 | 0 | 0  | 0  | 0  | 0 | Továbbjut a nyolcaddöntőbe           |
| 5.    | Atlético Madrid                  | 0 | 0  | 0 | 0 | 0  | 0  | 0  | 0 | Továbbjut a nyolcaddöntőbe           |
| 6.    | Barcelona                        | 0 | 0  | 0 | 0 | 0  | 0  | 0  | 0 | Továbbjut a nyolcaddöntőbe           |
| 7.    | Bayer Leverkusen                 | 0 | 0  | 0 | 0 | 0  | 0  | 0  | 0 | Továbbjut a nyolcaddöntőbe           |
| 8.    | Bayern München                   | 0 | 0  | 0 | 0 | 0  | 0  | 0  | 0 | Továbbjut a nyolcaddöntőbe           |
| 9.    | Borussia Dortmund                | 0 | 0  | 0 | 0 | 0  | 0  | 0  | 0 | Továbbjut a nyolcaddöntő-rájátszásba |
| 10.   | Chelsea                          | 0 | 0  | 0 | 0 | 0  | 0  | 0  | 0 | Továbbjut a nyolcaddöntő-rájátszásba |
| 11.   | Eintracht Frankfurt              | 0 | 0  | 0 | 0 | 0  | 0  | 0  | 0 | Továbbjut a nyolcaddöntő-rájátszásba |
| 12.   | Galatasaray                      | 0 | 0  | 0 | 0 | 0  | 0  | 0  | 0 | Továbbjut a nyolcaddöntő-rájátszásba |
| 13.   | Internazionale                   | 0 | 0  | 0 | 0 | 0  | 0  | 0  | 0 | Továbbjut a nyolcaddöntő-rájátszásba |
| 14.   | Juventus                         | 0 | 0  | 0 | 0 | 0  | 0  | 0  | 0 | Továbbjut a nyolcaddöntő-rájátszásba |
| 15.   | Liverpool                        | 0 | 0  | 0 | 0 | 0  | 0  | 0  | 0 | Továbbjut a nyolcaddöntő-rájátszásba |
| 16.   | Manchester City                  | 0 | 0  | 0 | 0 | 0  | 0  | 0  | 0 | Továbbjut a nyolcaddöntő-rájátszásba |
| 17.   | Monaco                           | 0 | 0  | 0 | 0 | 0  | 0  | 0  | 0 | Továbbjut a nyolcaddöntő-rájátszásba |
| 18.   | Napoli                           | 0 | 0  | 0 | 0 | 0  | 0  | 0  | 0 | Továbbjut a nyolcaddöntő-rájátszásba |
| 19.   | Newcastle United                 | 0 | 0  | 0 | 0 | 0  | 0  | 0  | 0 | Továbbjut a nyolcaddöntő-rájátszásba |
| 20.   | Olimbiakósz                      | 0 | 0  | 0 | 0 | 0  | 0  | 0  | 0 | Továbbjut a nyolcaddöntő-rájátszásba |
| 21.   | Olympique Marseille              | 0 | 0  | 0 | 0 | 0  | 0  | 0  | 0 | Továbbjut a nyolcaddöntő-rájátszásba |
| 22.   | Paris Saint-Germain              | 0 | 0  | 0 | 0 | 0  | 0  | 0  | 0 | Továbbjut a nyolcaddöntő-rájátszásba |
| 23.   | PSV                              | 0 | 0  | 0 | 0 | 0  | 0  | 0  | 0 | Továbbjut a nyolcaddöntő-rájátszásba |
| 24.   | Real Madrid                      | 0 | 0  | 0 | 0 | 0  | 0  | 0  | 0 | Továbbjut a nyolcaddöntő-rájátszásba |
| 25.   | Slavia Praha                     | 0 | 0  | 0 | 0 | 0  | 0  | 0  | 0 |                                      |
| 26.   | Sporting                         | 0 | 0  | 0 | 0 | 0  | 0  | 0  | 0 |                                      |
| 27.   | Tottenham Hotspur                | 0 | 0  | 0 | 0 | 0  | 0  | 0  | 0 |                                      |
| 28.   | Union Saint-Gilloise             | 0 | 0  | 0 | 0 | 0  | 0  | 0  | 0 |                                      |
| 29.   | Villarreal                       | 0 | 0  | 0 | 0 | 0  | 0  | 0  | 0 |                                      |
| 30.   | Bajnoki selejtezőág győztese     | 0 | 0  | 0 | 0 | 0  | 0  | 0  | 0 |                                      |
| 31.   | Bajnoki selejtezőág győztese     | 0 | 0  | 0 | 0 | 0  | 0  | 0  | 0 |                                      |
| 32.   | Bajnoki selejtezőág győztese     | 0 | 0  | 0 | 0 | 0  | 0  | 0  | 0 |                                      |
| 33.   | Bajnoki selejtezőág győztese     | 0 | 0  | 0 | 0 | 0  | 0  | 0  | 0 |                                      |
| 34.   | Bajnoki selejtezőág győztese     | 0 | 0  | 0 | 0 | 0  | 0  | 0  | 0 |                                      |
| 35.   | Nem bajnoki selejtezőág győztese | 0 | 0  | 0 | 0 | 0  | 0  | 0  | 0 |                                      |
| 36.   | Nem bajnoki selejtezőág győztese | 0 | 0  | 0 | 0 | 0  | 0  | 0  | 0 |                                      |